# Hieronymus Opitz der Ältere
Hieronymus Opitz der Ältere (auch Opitius der Elter) (* 1519 in Lobendau  in Böhmen; † 12. Februar 1591 in Bischofswerda) war ein deutscher lutherischer Theologe.

## Leben
Hieronymus (Jeronimus) Opitz wurde in Lobendau in der Herrschaft Hainspach geboren. Nach dem Besuch der Schulen in Stolpen und Bautzen wurde Opitz Hauslehrer des Bürgermeisters Mag. Hieronymus Rupprecht (Ruperti) († vor 1551) in Bautzen, möglicherweise, um Geld für ein Studium zu verdienen. Anschließend bezog er die Universität Leipzig und erhielt schließlich durch Vermittlung des Leipziger Superintendenten Johann Pfeffinger ein Stipendium. 1540 war er Lehrer und 1541 Rektor in Löbau, um 1541/42 Rektor in Roßwein in Meißen. Er ist nicht mit „Hieronymus Opisch Dreßdensis“ identisch, der sich 1542 in Leipzig immatrikulierte. 1543 war Opitz Rektor und 1545 Diakonus in Döbeln, 1547 Pfarrer in Altmügeln, dann von 1549 bis 1559 Pfarrer an der Dreikönigskirche in Altendresden. Als Gehalt bezog er 8 fl. Quartalsgeld.
Seit 1549 (oder 1545) war Opitz Hofprediger der Herzogin Katharina von Sachsen (1487–1561), der Mutter von Kurfürst August von Sachsen (1526–1586). 1555 unterschrieb er mit anderen sächsischen Theologen eine „Trostschrift“ für die aus der Oberlausitz und Böhmen vertriebenen evangelischen Prediger.
Im Januar 1559 ernannte ihn Kurfürst August zum ersten evangelischen Pfarrer von Bischofswerda und Superintendenten des von Sachsen neu erworbenen Amtes Stolpen. Opitz übte das Amt mehr als 30 Jahre lang aus. Am 28. Dezember 1560 beobachtete er eine Himmelserscheinung, vermutlich ein Polarlicht, und veröffentlichte darüber einen Bericht. Gegen Ende seiner Amtszeit musste Opitz sich mit sog. „Kryptocalvinisten“ auseinandersetzen. Als sein Nachfolger wurde 1591 gegen den Willen des Rates der reformierte Pfarrer Mag. Caspar Teuder (1551-1608?) eingesetzt.

## Familie
Opitz war zweimal verheiratet. Seine erste Ehe hatte er in Roßwein mit Ursula Holtzberger, der Tochter des Müllers in Löbau, Thomas Holtzberger, geschlossen. Die beiden waren 23 Jahre verheiratet und hatten elf Kinder. Von diesen kennt man:
- Hieronymus Opitz der Jüngere (* um 1543 in Roßwein; † 1. Januar 1577 in Jena),[12] Schulbesuch in Dresden und Freiberg, 1554 immatrikuliert als „Hieronymus Opitius Roswinensis“ an der Universität Wittenberg,[13] 20. März 1565 Mag. phil. ebd.,[14] 25. März 1565 an der Stadtkirche in Wittenberg ordiniert durch Paul Eber, anschließend Diakon und Substitut seines Vaters in Bischofswerda,[15] 1566 Pfarrer in Kamenz, Wintersemester 1574 Professor der Theologie und der hebräischen Sprache an der Universität Jena[16], Lehrer von Elias Hutter
- Martin Opitz, * um 1546 in Döbeln, Schulbesuch in Dresden und Freiberg, 1564 immatrikuliert in Wittenberg („Martinus Opicius natus de Do...“), 1566 in Wittenberg ordiniert und Pfarrer in Zeidler in Böhmen, 1567 in Fischbach bei Pirna, † 1581
- Johannes Opitz, * um 1547 in Mügeln, 1560 bis 1566 Schule in Meißen, 1564 als „Iohannes Opicius Mugelensis“ immatrikuliert in Wittenberg, Kantor in Senftenberg, 1573 Pfarrer in Horka (Oberlausitz), 1577 in Großdrebnitz, † 1598
- Matthäus Opitz
- Georgius Opitz, * zwischen 1549 und 1559 in Dresden, 1. März 1566 aufgenommen „aus Bischofswerda“ in Schulpforta[17], 1567 als „Georgius Opitius Dresdensis“ immatrikuliert in Wittenberg, Kantor in Siebenbürgen[18]
- Sophia Opitz, verh. mit dem Bautzener Bürger Samuel Bernauer
- Maria Opitz, verh. mit Erasmus Reichel

Nach dem Tod seiner ersten Frau heiratete er um 1568 in Bischofswerda Sara Birckner († nach 1591), die Tochter des einstigen Bürgermeisters von Bischofswerda, Samuel Birckner. Aus dieser Ehe, die ebenfalls 23 Jahre bestand, stammen neun Kinder. Von diesen kennt man:
- Hieronymus Secundus Opitz, Pfarrer in Lichtenberg bei Freiberg
- Elias Opitz, 1610, Konrektor Merseburg
- Regina Opitz, verh. I. mit dem Rektor in Roßleben Matthias Goldner, verh. II. N.N. Holstein in Leipzig
- Magdalena Opitz, verh. mit dem Pfarrer in Schletta (1589 bis 1604) bei Halle Christian Starcke (* um 1562)
- Sara Opitz, verh. N.N. Gottlöber
- Christiana Opitz, † nach 1591, verh. N.N. Mengemann

## Werke
- Von dem erschröcklichen grossen vnnd fewrigen zeychen, welches am Himel am tage der vnschuldigen Kindtlein, im Jar nach der geburt Christi, M. D. LXI.[19] an vielen orten und Stedten, ist gesehen worden, kurtze erklerunge. Valentin Neuber, Nürnberg o. J. [1561] (Digitalisat der Bayerischen Staatsbibliothek München)
  - Von dem erschrecklichen unnd grossen fewrigen zeichen, welches am Himel am tage der unschüldigen Kindtlein, im Jar nach der geburt Christi, M. D. LXI. an vielen örten und Stedten, ist gesehen worden, Kurtze Erklerunge. o. O o. J.  (Digitalisat der Bayerischen Staatsbibliothek München)
- (Übersetzer:) Wiederholung der Reinen vnnd Gesunden Lehre, Des Ehrnwirdigen in Christo Vaters vnd Herrn D. Martin Lutthers. Von der Person, Vnd dem heiligen Abendmahl des HERRN Christi. Jn der Vniuersitet zu Wittemberg offentlich disputirt Durch D. Iacobum Andreae. Darinn … jhre offentliche bekentnüs gethan. M. Johannes Schütz der Vniuersitet doselbst Cantzler. Vnd M. Martinus Henricus[20] der heiligen Schrifft Professor, zuerlangen den Gradum Licentiatus in Theologia. Den 17. vnd volgende drey Tage … Octobris. Anno Christi 1580. Verdeudscht Durch Hieronymum Opitium, den Eltern, Pfarrherrn vnd Superintendenten zu Bischoffswerda. Welchs der Author selbst vbersehen vnd gebessert. Matthes Stöckel d. Ä., Dresden 1581 (Digitalisat der Bayerischen Staatsbibliothek München), (books.google.de)
- Examen laicum. Einfeltige Frage vnd Antwort von der Christlichen Lehre Aus dem Kleinen Catechismo D. Martin Luthers, vor die Leyen New gestalt Durch Hieronymum Opitium, Pfarhern vnd Superintendenten zu Bischoffswerda. Michael Wolrab, Bautzen 1583[21]
  - 2. Aufl. Examen Laicum. Leyen oder KinderLehrBüchlein, o. O. o. J. [um 1590][22]